# Michael Jung
Michael Jung (Bad Soden am Taunus, 31 de julho de 1982) é um ginete de elite alemão. tricampeão olímpico, mundial e tri-europeu de CCE. 

## Carreira
Michael Jung representou seu país nos Jogos Olímpicos de 2012, na qual conquistou na CCE individual e por equipes a medalha de ouro. 
Repetiu o feito no Rio 2016, por equipes foi medalha de prata.
Obteve novamente o título da CCE individual em Paris 2024.